# NGC 1723
إن جي سي 1723 (بالإنجليزية: NGC 1723)‏ التي يرمز لها بالرمز NGC 1723، هي مجرة، في كوكبة النهر.

## الاكتشاف
اكتشفت في 12 يناير 1882، بواسطة فيلهلم تمبل.